# Coleophora chiclanensis
Coleophora chiclanensis is een vlinder uit de familie kokermotten (Coleophoridae). De wetenschappelijke naam is voor het eerst geldig gepubliceerd in 1936 door Hering.
De soort komt voor in Europa.